# Тимрот, Дмитрий Львович
Дми́трий Льво́вич Ти́мрот (10 [23] апреля 1902, Москва — 4 декабря 1992, Москва) — советский физик, основатель советской школы экспериментальной теплофизики.

## Биография
Прадед Дмитрия Львовича — Александр Иванович Тимрот (1790—1848) — генерал-лейтенант, участник войн против Наполеона. 
Его дед — самарский присяжный поверенный Егор Александрович Тимрот (1831—1908), был знаком с Л.Н.Толстым: его загородное имение находилось по соседству с владениями Толстого в Самарской губернии, с 1871 по 1875 год корреспонденция Толстого приходила на самарский адрес Егора Александровича, а сам Е.Тимрот в отсутствии писателя присматривал за его имением.
Двоюродный брат Дмитрия Львовича — Александр Дмитриевич Тимрот (1915—2005), литературовед, в 1946—1961 гг. директор Музея Л.Толстого в Ясной Поляне, директор Государственного Литературного музея (1961—1971).
Дмитрий Львович Тимрот родился в семье юриста Льва (Леона) Егоровича Тимрота (1877—1937) и его жены Елизаветы Александровны Тимрот, которые приходились друг другу двоюродными братом и сестрой. 
В 1924 году окончил Грозненский нефтяной техникум, затем работал в нефтяной промышленности. После возвращения в Москву в 1926 году работал во Всесоюзном теплотехническом институте имени Дзержинского, был назначен заведующим лабораторией теплофизических свойств рабочих тел и теплоносителей. В 1927—1934 годах принимал участие в составлении «Технической энциклопедии» в 26-и томах под редакцией Л. К. Мартенса, автор статей по тематике «теплотехника».
В 1954 году перешёл на работу в МЭИ на созданную там кафедру инженерной теплофизики, где и проработал до конца свой жизни.
Тимротом и его научной группой были проведены исследования теплофизических свойств водяного пара сверхкритических параметров, жидкого кислорода, жидких щелочных металлов и их паров, а также других перспективных теплоносителей и рабочих тел новой энергетики.
Тимрот широко применял в своих работах нетрадиционные, новаторские подходы, результатом которых становились новые экспериментальные установки, с помощью которых проводились оригинальные исследования в широких диапазонах параметров. Принимал участие в монтаже и запуске новых экспериментальных стендов и установок, выполняя работу и слесаря, и сварщика, выполнял стеклодувные работы.
Разработал несколько новаторских методов научных экспериментов, которые в отечественной литературе называются методами Тимрота. К таким относятся:

- метод пьезометра постоянного объёма с разгруженным автоклавом для исследования термических свойств газов и жидкостей,
- метод капилляра для исследования вязкости,
- метод нагретой нити (проволоки) для исследования теплопроводности.

Благодаря Тимроту исследования теплофизических свойств рабочих тел, рабочих тел теплоносителей и конструкционных материалов приобрели характер системных и планомерных экспериментов, а результаты экспериментов стали оформляться в удобные для использования инженерами и конструкторами справочники. Теплофизический эксперимент стал новой самостоятельной областью научных исследований.
Скончался в Москве в 1992 году. Урна с прахом захоронена в колумбарии Донского кладбища.

## Награды и премии
- Сталинская премия второй степени (1950) — за научные исследования тепловых свойств водяного пара при высоких давлениях и температурах, результаты которых изложены в серии статей, опубликованных в журнале «Известия Всесоюзного теплотехнического института имени Дзержинского» (1948—1949).
- премия имени И. И. Ползунова АН СССР (1963) — за исследования материалов для новой техники
- заслуженный деятель науки и техники РСФСР (1978)

## Педагогическая деятельность
За время своей преподавательской деятельности Тимрот подготовил более 50 кандидатов и докторов наук.
Помимо научной деятельности увлекался фотографией, превратил свой автомобиль в некий вариант экспериментальной установки. По отзывам учеников был эрудитом, обладал феноменальной памятью, на память цитировал стихи и поэмы на русском, французском, немецком, латыни. Особенно любил декламировать Гёте и Шиллера (на немецком).

## Семья
- Жена — Нина Адольфовна Тимрот, урожд. Кирш (1898—после 1956). Была репрессирована[6][7]. Дочь — Елена.
- Жена — София Дмитриевна Тимрот (урожд. Свербеева; ум. ок.1955), приходилась Дмитрию Львовичу троюродной сестрой. В первом браке была замужем за князем Львом Сергеевичем Шаховским (1892—1918, расстр.), внуком И.Ф.Шаховского.
- Жена — Елена Сергеевна Тройницкая (1913—1998), дочь искусствоведа Сергея Николаевича Тройницкого; приходилась Дмитрию Львовичу троюродной сестрой. Окончила Московский архитектурный институт, кандидат технических наук (1947)[8]. 
  - Сын — Георгий Дмитриевич Тимрот (1943—1993). В литературном журнале «Москва» вел рубрику «Домашняя церковь», рассказывая о жизни святых и подвижников благочестия. Похоронен рядом с дедом на Даниловском кладбище[9].